# Kutski
Kutski, de son vrai nom John Walker, est un producteur et disc jockey britannique de hardstyle et techno hardcore. Il présente plusieurs émissions pour BBC Radio 1, jouant une variété de musique hard dance, y compris breakbeat, electro, hard trance, hardcore et hardstyle. Kutski produit et anime désormais un podcast hebdomadaire, Keeping the Rave Alive, qui diffuse de la musique similaire à celle entendue dans ses émissions sur BBC Radio 1,.

## Biographie
Kutski commence le DJing à l'âge de 15 ans. Le premier grand événement auquel il participe est Elevate à Bangor, ce qui lui permet d'être résident. Depuis lors, il se produit dans des clubs de hard dance underground et grand public à travers le Royaume-Uni. Il incorpore le scratching et le mixage de style DMC dans chacun de ses mixsets. Il a notamment été en résidence au Tasty de Londres, au Ripsnorter de Bristol et à l'Elevate de Bangor.
En 2004, Kutski sort son premier titre Making Me Itch sous le nom de SPX. Il signe sur le label Knuckleheadz et figure sur les compilations Insomnia 4 et Extreme Euphoria 3. En 2005, Kutski rejoint BBC Radio 1 pour animer, par rotation, un créneau de The Residency, une initiative de Pete Tong visant à promouvoir différentes formes de musique de danse. Parmi les six DJ animateurs, Kutski est choisi pour défendre la hard dance/hardcore underground. Son morceau Closer to God, sorti sur X-Cite, est bien accueilli et soutenu par Anne Savage, Lisa Lashes et The Tidy Boys. Une collaboration avec Ollie des Warp Brothers est signée pour être publiée sur l'EP Tidy Tools, et figure sur la compilation Tidy Addict. Kustki est l'un des trois DJ, avec Steve Hill et Zatox, à mixer l'album des Hard Dance Awards 2012.
Durant l'été 2010, Kutski joue dans un certain nombre de grands festivals, dont Creamfields, Dance Valley, Global Gathering, Electrocity, Planet Love et Parklife. Ses tournées incluent les États-Unis, le Canada, l'Australie, la Nouvelle-Zélande, la Suède, la Pologne, les Pays-Bas et l'Allemagne, ainsi que des voyages à Agía Nápa, Tenerife, Grande Canarie et Kavos. Toujours en 2010, Kutski collabore également avec Alex Kidd, pour le lancement de The Kidd and Kutski Experience, dans lequel le duo mixe le premier album de hard dance covermount sur Mixmag depuis près d'une décennie.
En 2012, Kutski lance la marque Keeping the Rave Alive, parfois connue sous le nom de KTRA, qui comprend un podcast populaire couvrant divers genres de la scène hard dance ainsi que des tutoriels éducatifs. KTRA est également un label, une marque de produits dérivés et un promoteur d'événements. Kutski remporte un certain nombre de récompenses, notamment celle d'être élu DJ de hard dance no 1 au Royaume-Uni lors d'un sondage réalisé par DJ Mag en 2010,,.